# Keibodan
Keibodan – malajska pomocnicza formacja parapolicyjna podczas II wojny światowej
Od 29 kwietnia 1943 r. dowództwo japońskie w Dżakarcie nakazało wprowadzenie na wyspach malajskich systemu obronnego obejmującego wszystkie miejscowości – od dużych miast po wsie. Polegał on na zorganizowaniu miejscowej ludności mieszkającej na prowincji w pewien system osadnictwa. Od 10 do 15 rodzin miało tworzyć tzw. Tonari Gumi, na czele których mieli stać przywódcy zwani Kumicho. 5 lub 6 Tonari Gumi miało łączyć się w jednostkę wyższego rzędu – Chokai kierowanych przez Chokaicho, wybieranych przez podległych im Kumicho. W każdym Chokai powstała jednostka Keibodan, składająca się z miejscowych mężczyzn w wieku 20 – 25 lat; w późniejszym okresie zwiększono limit wieku do 35 lat. Przechodzili oni przeszkolenie (zwane kyoren), które obejmowało naukę gaszenia pożarów, ochrony przed atakami lotniczymi itp. Członkowie Keibodan mieli obowiązek pozostawać w ich Chokai i pełnić patrole w nocy. Byli uzbrojeni jedynie w zaostrzone kije bambusowe (zwane takeyari). Współpracowano ściśle z japońskimi władzami okupacyjnymi, informując je o każdej podejrzanej obcej osobie pojawiającej się w okolicy. Japończycy starali się zablokować wpływ nacjonalistów indonezyjskich na Keibodan. Formacja liczyła ponad 1 mln ludzi. Na Sumatrze nazywała się Bogadan, a na Borneo – Konen Hokokudan.